# Desa Luwunggede (administrativ by i Indonesien, lat -6,92, long 108,83)
Desa Luwunggede är en administrativ by i Indonesien.   Den ligger i provinsen Jawa Tengah, i den västra delen av landet, 230 km öster om huvudstaden Jakarta.